# كلير بيفيلاكوا
كلير بيفيلاكوا (بالإنجليزية: Claire Bevilacqua)‏ هي متركمجة أسترالية، ولدت في 29 يناير 1983 في برث في أستراليا.